# Stora Almsjön
Stora Almsjön är en sjö i Malung-Sälens kommun i Dalarna och ingår i Dalälvens huvudavrinningsområde. Sjön är 20 meter djup, har en yta på 2,04 kvadratkilometer och befinner sig 463,2 meter över havet. Sjön avvattnas av vattendraget Alman.
Öster om sjön ligger Stora Almsjön (naturreservat).

## Delavrinningsområde
Stora Almsjön ingår i det delavrinningsområde (675267-135883) som SMHI kallar för Utloppet av Stora Almsjön. Medelhöjden är 549 meter över havet och ytan är 26,84 kvadratkilometer. Räknas de 7 avrinningsområdena uppströms in blir den ackumulerade arean 54,39 kvadratkilometer. Alman som avvattnar avrinningsområdet har biflödesordning 3, vilket innebär att vattnet flödar genom totalt 3 vattendrag innan det når havet efter 422 kilometer. Avrinningsområdet består mestadels av skog (78 procent). Avrinningsområdet har 2,04 kvadratkilometer vattenytor vilket ger det en sjöprocent på 7,6 procent.